# Héctor Cruceta Esteve
Héctor Cruceta Esteve (Castelló de la Plana, 23 de juny de 1971) és un exfutbolista valencià, que ocupava la posició de migcampista. Provinent de l'equip amateur del CE Castelló, el davanter va disputar tres partits a primera divisió amb el conjunt orellut, un a la campanya 89/90 i la resta a la següent. Durant les posteriors temporades va alternar el primer equip i l'amateur, però sense continuïtat. Un cop retirat, ha esdevingut entrenador i dirigent esportiu.